# Avarana
Ne doit pas être confondu avec le livre Aavarana (en)
Āvaraṇa (en sanskrit IAST ; devanāgarī : आवरण) signifie « obscurcissement », « voile »,. C'est un terme utilisé dans l'hindouisme et le bouddhisme.

## Hindouisme
Dans l'Advaita Vedānta, āvaraṇa désigne le pouvoir d'illusion de la māyā dissimulant la vraie nature du Brahman,. Les traditions de l'Advaita parlent d'un double pouvoir de l'ignorance (ajñāna ou avidyā) pour dissimuler la nature de la réalité que sont āvaraṇa (pouvoir d'illusion) et vikṣepa pour projeter des cognitions erronées .

## Bouddhisme
Dans le bouddhisme mahāyāna, on distingue deux principaux types de voiles : kleśāvaraṇa, l'obscurcissement passionnel (cf. klesha), reposant sur la croyance en un soi individuel, et jñeyāvaraṇa, l'obscurcissement cognitif. Ce dernier « est constitué de pensées et d'émotions qui ne sont pas conscientes de leur véritable nature (la vacuité) » ; il ne peut être surmonté que par les bodhisattva à un stade avancé (et non par les shravaka et pratyekabuddha).